# Nicolas Gelent
Nicolas Gelent ou Nicolas Gellent ou Nicolas Geslant, né vers 1211 et mort le 29 janvier 1291, est un ecclésiastique français, évêque d'Angers de 1260 à sa mort.

## Biographie
Nicolas Gelent est né au début du XIIIe siècle, vers 1211, probablement à Angers. Il est le fils de Robert, prévôt d'Angers,. 
Nicolas Gelent a probablement une formation de juriste. Il est chapelain de l'évêque d'Angers Guillaume de Beaumont,, avant 1240.
Il devient chanoine de la cathédrale Saint-Maurice d'Angers en 1246. Le 18 février 1260, le chapitre l'élit évêque d'Angers,. Il succède à Michel de Villoyseau. 

### Statuts synodaux
Il réunit 25 synodes de 1261 à 1282,. En 1310, son successeur, l'évêque Guillaume Le Maire, fait recopier les 25 statuts synodaux publiés par Nicolas Gellent. Ces statuts montrent quatre centres d'intérêt majeurs : le gouvernement du diocèse, le statut des prêtres, la liturgie et la vie des fidèles et enfin les moines et les mendiants.
Nicolas Gelent suit assez précisément la législation de son époque et il impose notamment aux prêtres de rappeler que toute union préalable à la bénédiction nuptiale est interdite,,,. Cette insistance montre que la nouvelle conception du mariage chrétien définie au quatrième concile du Latran de 1215 ne s'est pas encore imposée partout dans l’Ouest de la France à la fin du XIIIe siècle.
Ces statuts sont distribués à tous les archiprêtres ou doyens du diocèse, qui doivent veiller à ce que chaque desservant en possède un exemplaire.

### Autres décisions
En 1267, le pape Clément IV demande par une bulle à Nicolas Gelent de cesser ses prélèvements sur les offrandes versées par les fidèles sur la tombe de Gilles de Tyr, inhumé dans l'église Notre-Dame de Nantilly à Saumur. Ces offrandes sont un enjeu de querelle entre l’évêque d’Angers et l'abbaye Saint-Florent de Saumur. 
Il introduit dans le diocèse d'Angers les Frères de la pénitence de Jésus-Christ ou Sachets. Il approuve en 1280 la fondation du prieuré de Notre-Dame de La Papillaie par Hébert Lanier. En 1286, ses comptes montrent l'apparition d'un chœur d'enfants dans la cathédrale. En 1289, avec l'accord du comte Charles II d'Anjou, il fait expulser d'Anjou les juifs et les banquiers étrangers.

### Mort et sépulture
Il meurt le 29 janvier 1291 au château d'Eventard,, qu'il avait acquis comme résidence des évêques d'Angers, et il est enterré dans le  chœur de la Cathédrale Saint-Maurice d'Angers le 1er février 1291. 
Sa tombe comporte une plaque gravée sur cuivre à son effigie. Elle est fabriquée à Paris, du vivant de l'évêque, en 1286. Il y est représenté avec ses ornements ecclésiastiques, avec une inscription en son honneur. Cette tombe est déplacée en 1699 et la plaque de cuivre est fondue. L'inscription qui y figurait est connue par les dessins de la collection Gaignières. Elle donne peu de renseignements biographiques et insiste sur la charité et la piété de l'évêque.